# Acido peptidonucleico

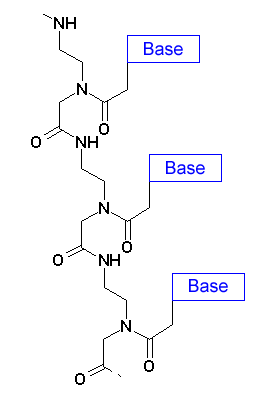
Struttura del PNA

L'acido peptidonucleico, PNA (dall'inglese Peptide Nucleic Acid), è un polimero organico simile al DNA ed all'RNA, differente da essi nella composizione dello "scheletro". Il PNA, infatti, non è presente in natura, ma viene sintetizzato artificialmente ed usato in ricerche biologiche e trattamenti medici.
È stato ipotizzato che le prime forme di vita sulla Terra possano aver utilizzato il PNA come materiale genetico, grazie alla sua robustezza, passando poi ad un sistema basato su DNA ed RNA.

## Struttura
Il DNA e l'RNA hanno uno scheletro formato rispettivamente dagli zuccheri deossiribosio e ribosio, mentre quello del PNA è composto da unità ripetute di N-(2-amminoetil)-glicina, unite da legami peptidici. Le basi di purina e pirimidina sono legate allo scheletro tramite legami metilene-carbonili.
Il PNA viene rappresentato come un peptide, con l'azoto-terminale in prima posizione (a sinistra) ed il carbonio-terminale in ultima posizione (a destra).
Poiché lo scheletro del PNA non contiene gruppi fosfato carichi, il legame tra filamenti PNA/DNA è più forte di quello DNA/DNA, grazie alla minore repulsione elettrostatica. I primi esperimenti con filamenti di omopirimidina (formati soltanto da ripetizioni di pirimidina) hanno mostrato che la temperatura di fusione di una doppia elica composta da un frammento di PNA formato da 6 timine legato al corrispettivo DNA di 6 adenine è di 31 °C, mentre la doppia elica DNA/DNA corrispondente viene denaturata a temperature inferiori a 10 °C. Le molecole di PNA con basi miste imitano perfettamente le molecole di DNA in termini di riconoscimento delle coppie di basi. I legami della doppia elica PNA/PNA sono ancora più forti di quelli PNA/DNA.

## Caratteristiche specifiche
Una caratteristica importante degli oligomeri di PNA è quella di presentare un'alta specificità anche in presenza di molecole brevi. Gli oligomeri di PNA, infatti, mostrano una maggiore specificità anche nel legame con DNA complementare: ciò significa che  gli accoppiamenti errati tra basi sono più destabilizzanti nel caso di filamenti PNA/DNA (ma anche PNA/RNA) piuttosto che tra filamenti di DNA/DNA.
Le molecole di PNA non sono riconosciute né dalle nucleasi né dalle proteasi: per questo motivo sono dunque resistenti alla degradazione enzimatica. I PNA sono stabili anche in un largo range di pH. sono quindi stabili in colture cellulari e in vivo dopo somministrazione.
Infine possono essere internalizzate dalle cellule, passando attraverso la membrana cellulare, di cellule funzionalizzate, aumentandone il valore terapeutico.
Gli oligomeri di PNA vengono comunemente usati in esperimenti di biologia molecolare, test diagnostici e terapie antisenso e genetiche. Grazie all'elevata forza di legame non è necessario costruire lunghi oligomeri di PNA, normalmente infatti è sufficiente un PNA di 20-25 basi per ottenere dei buoni oligonucleotidi sonda. Si ritiene anche che i PNA possano avere in futuro un ruolo molto interessante a livello terapeutico.
Applicazioni: agenti anticancro, antivirali e antibatterici, sonde biomolecolari, alterazione dell'espressione genica.
{{}}